# Laak
Laak è una municipalità di seconda classe delle Filippine, situata nella Provincia di Davao de Oro, nella Regione del Davao.
Laak è formata da 40 baranggay:
- Aguinaldo
- Amor Cruz
- Ampawid
- Andap
- Anitap
- Bagong Silang
- Banbanon
- Belmonte
- Binasbas
- Bullucan
- Cebulida
- Concepcion
- Datu Ampunan
- Datu Davao
- Doña Josefa
- El Katipunan
- Il Papa
- Imelda
- Inacayan
- Kaligutan

- Kapatagan
- Kidawa
- Kilagding
- Kiokmay
- Laac (Pob.)
- Langtud
- Longanapan
- Mabuhay
- Macopa
- Malinao
- Mangloy
- Melale
- Naga
- New Bethlehem
- Panamoren
- Sabud
- San Antonio
- Santa Emilia
- Santo Niño
- Sisimon